# Streeter (Dakota du Nord)
La ville de Streeter est située dans le comté de Stutsman, dans l’État du Dakota du Nord, aux États-Unis. Lors du recensement de 2010, sa population s’élevait à 170 habitants.

## Histoire
Streeter a été fondée en 1905.

## Démographie
| 1920 | 1930 | 1940 | 1950 | 1960 | 1970 |
| ---- | ---- | ---- | ---- | ---- | ---- |
| 640  | 711  | 647  | 602  | 491  | 324  |

| 1980 | 1990 | 2000 | 2010 | - | - |
| ---- | ---- | ---- | ---- | - | - |
| 264  | 161  | 172  | 170  | - | - |

## Source
- (en) Cet article est partiellement ou en totalité issu de l’article de Wikipédia en anglais intitulé « Streeter, North Dakota » (voir la liste des auteurs).